# Уряд Малаві
Уряд Малаві — вищий орган виконавчої влади Малаві.

## Голова уряду
- Президент — Артур Пітер Мутаріка (англ. Arthur Peter Mutharika).
- Віце-президент — Саулос Чиліма (англ. Saulos Chilima).

## Кабінет міністрів
Склад чинного уряду подано станом на 25 липня 2016 року.
| Логотип | Міністерство                                                                           | Міністр                                       | Фото | Час на посаді | Час на посаді | Партія | Партія | Вебсайт |
| ------- | -------------------------------------------------------------------------------------- | --------------------------------------------- | ---- | ------------- | ------------- | ------ | ------ | ------- |
|         | Міністерство внутрішніх справ                                                          | Джаппі Мханго (Jappie Mhango)                 |      |               |               |        |        |         |
|         | Міністерство земельних ресурсів, житлово-комунального господарства і міського розвитку | Атупеле Мулузі (Atupele Muluzi)               |      |               |               |        |        |         |
|         | Міністерство закордонних справ і міжнародної кооперації                                | Френсіс Касайла (Francis Kasaila)             |      |               |               |        |        |         |
|         | Міністерство інформації та громадської освіти                                          | Патриція Каліаті (Patricia Kaliati)           |      |               |               |        |        |         |
|         | Міністерство місцевого самоврядування і розвитку сільських регіонів                    | Кондвані Нанхумва (Kondwani Nankhumwa)        |      |               |               |        |        |         |
|         | Міністерство оборони                                                                   | Артур Пітер Мутаріка (Arthur Peter Mutharika) |      |               |               |        |        |         |
|         | Міністерство освіти, науки і технології                                                | Еммануель Фабіано (Emmanuel Fabiano)          |      |               |               |        |        |         |
|         | Міністерство охорони здоров'я                                                          | Пітер Кумпалуме (Peter Kumpalume)             |      |               |               |        |        |         |
|         | Міністерство праці, молоді та розвитку людських ресурсів                               | Генрі Мусса (Henry Mussa)                     |      |               |               |        |        |         |
|         | Міністерство природних ресурсів, енергетики і гірничої промисловості                   | Брайт Мсака (Bright Msaka)                    |      |               |               |        |        |         |
|         | Міністерство соціальної політики                                                       | Патриція Каліаті (Patricia Kaliati)           |      |               |               |        |        |         |
|         | Міністерство спорту і культури                                                         | Грейс Обама Чіуміа (Grace Obama Chiumia)      |      |               |               |        |        |         |
|         | Міністерство сільського господарства, іригації та водних ресурсів                      | Джордж Чапонда (George Chaponda)              |      |               |               |        |        |         |
|         | Міністерство торгівлі та промисловості                                                 | Джозеф Мванамвека (Joseph Mwanamveka)         |      |               |               |        |        |         |
|         | Міністерство транспорту і житлово-комунального господарства                            | Малісон Ндау (Malison Ndau)                   |      |               |               |        |        |         |
|         | Міністерство фінансів і економічного розвитку                                          | Гудалл Едвард Гондве (Goodall Edward Gondwe)  |      |               |               |        |        |         |
|         | Міністерство юстиції та конституційних справ                                           | Самюель Тембену (Samuel Tembenu)              |      |               |               |        |        |         |